# マクロポマ
マクロポマ（Macropoma）は、約7,000万年前（中生代白亜紀後期カンパニアン）に生息していた硬骨魚類の一種。
総鰭亜綱-シーラカンス目中のラティメリア科に分類される1属で、現生のシーラカンスとして知られるラティメリア属とはきわめて近縁とされる祖先系である。
化石はイングランドと旧・チェコスロバキアで発見された。

## 特徴
体長は約55- 60cm程度と、現生のラティメリア属のせいぜい半分くらいの大きさであるが、多くの特徴を共有しており、密接な類縁性が認められる。